# راضية بنت الحسين
راضية بنت الحسين (1912 - 1994) فنانة مغربية عصامية بدأت الرسم في سنواتها الأخيرة، عُرضت أعمالها وبيعت في صالات العرض بإفريقيا وأوروبا.

## حياتها وأعمالها
راضية بنت الحسين ولدت بمنطقة مراكش بدوار ولاد يوسف (إقليم قلعة السراغنة) سنة 1912، وتوفيت سنة 1994 بمدينة سلا، المغرب. ولم تبدأ بالرسم ختى سنة 1961، على الرغم من أنه في ذلك الوقت كان من النادر على المرأة المغربية ممارسة الفن.
بعد أن شاهدت العمل الفني الذي رسمه ابنها الرسام ميلود لبيض، استلهمت منه الرسم على الرغم من عمرها الذي تجاوز الخمسين عامًا. بتشجيع من ابنها، عرضت بعض أعمالها في استوديو جاكلين برودسكيس بالرباط، المغرب، في عام 1962. لقيت لوحاتها اقبالًا جيدًا من قبل النقاد الذين صنفوا أعمالها على أنها فن ساذج. غالبًا ما تمت مناقشة لوحاتها وعرضها مع رسومات اثنين من معاصريها الشعيبية طلال (1929-2004) وفاطمة حسن الفروج (1945-2011).
عرضت أعمالها في المعرض الذي يحمل عنوان ألفي عام من الفن في المغرب الذي أقيم في غاليري شاربنتير بباريس عام 1963. كما عرضت أعمالها في نفس العام بمؤسسة جون دبفات في لوزان، سويسرا. ثم عُرضت أعمالها في صالة باب الرواح بالرباط عام 1966 مع فنانات مغربيات أخريات.
شاركت في العديد من المعارض الأخرى داخل المغرب وخارجه، وظهرت أعمالها في مجموعات مختلفة حول العالم، ولا سيما مجموعة الشركة العامة بالمغرب في الدار البيضاء، ومعرض فيلا الفنون ومتحف الفن المعاصر لمؤسسة أونا (ONA) وفي مجموعات خاصة مختلفة في المغرب وسويسرا.
توقفت راضية بنت الحسين عن الرسم في أواحر سنة 1970. توفيت سنة 1994 بمدينة سلا وتم ارسال مجموعتها الشخصية من الفن الى ابنها لبيض. 

### الإرث
تم تصنيفها كواحدة من "الفنانين الثلاثة الرائدين الذين بصموا في تاريخ الفن المغربي"،  وأكد ذلك وصف معرض 2011 في غاليري 38 بالدار البيضاء بما جاء فيه:

سيكون هذا المعرض فرصة لاكتشاف كون راضية بنت الحسين الشبيه بالحلم، رابط بين الفن الصخري والحكاية الشعبية: عمل يربط الشعر البري للطبيعة في حالته الأولية، حيث تتطور الشخصيات الخيالية والحيوانات بألوان زاهية للغاية. 
 في عام 2020، عُرضت أعمالها في متحف محمد السادس للفن الحديث والمعاصر بالرباط.

## المعارض
- 1962 - ورشة جاكلين برودسكيس بالرباط (المغرب)، معرض فردي
- 1963 - معرض ألفي سنة من الفن في المغرب صالة شاربنتييه باريس، معرض جماعي
- 1963 - لوزان (سويسرا)، معرض فردي
- 1966 - معرض باب روح بالرباط مع فاطمة حسن وحسن الفروج
- 1980 - اللقاء الأول للرسامات المغربيات بالصويرة، معرض جماعي

### المعارض بعد وفاتها
- 1995 - مع تحيات الخالدون، الشركة المصرفية العامة المغربية، المعرض الجماعي بالدار البيضاء.[5]
- 2006 - تحيات النساء، معرض جماعي برواق مقر البنك المركزي المغربي، الدار البيضاء.[6]
- 2006 ـ المعرض الجماعي مؤسسة أونا، فيلا الفنون بالدار البيضاء
- 2009 - معرض جماعي مسارات مؤسسة أونا على هامش منتدى الإبداع بالمغرب
- 2009 - معرض متنقل من أجل تاريخ الرسم في المغرب نظمته وزارات مغربية مختلفة بالتعاون مع فيلا الفنون التابعة لـمؤسسة أونا والمعهد الفرنسي ومعهد جوته بالرباط بتمويل من مؤسسة فرنسية ألمانية.